# Igor Jesus (calciatore 2003)
Igor Jesus Lima (Goiânia, 7 marzo 2003) è un calciatore brasiliano, centrocampista del Los Angeles FC.

## Caratteristiche tecniche
Gioca come centrocampista difensivo.

## Carriera

### Club
Igor Jesus è cresciuto nel settore giovanile del Goiás, che ha lasciato nel 2021 per unirsi al Flamengo. Ha debuttato in prima squadra il 27 gennaio 2022 nell'incontro del Campionato Carioca vinto 2-1 contro la Portuguesa-RJ. Il 9 ottobre seguente ha esordito anche in Série A, contro il Cuiabá. Nel 2024 si trasferisce nella prima divisione portoghese all'Estrela Amadora, per poi nel 2025 passare in MLS al Los Angeles FC.

### Nazionale
Ha giocato nella nazionale brasiliana Under-23.

## Statistiche

### Presenze e reti nei club
Statistiche aggiornate all'8 giugno 2025.
| Stagione        | Squadra         | Campionato      | Campionato | Campionato | Coppe nazionali | Coppe nazionali | Coppe nazionali | Coppe continentali | Coppe continentali | Coppe continentali | Altre coppe | Altre coppe | Altre coppe | Totale | Totale | Totale |
| Stagione        | Squadra         | Comp            | Pres       | Reti       | Comp            | Pres            | Reti            | Comp               | Pres               | Reti               | Comp        | Pres        | Reti        | Pres   | Reti   |        |
| --------------- | --------------- | --------------- | ---------- | ---------- | --------------- | --------------- | --------------- | ------------------ | ------------------ | ------------------ | ----------- | ----------- | ----------- | ------ | ------ | ------ |
| 2022            | Flamengo        | PD/RJ+A         | 2+3        | 0          | CB              | 1               | 0               | CL                 | -                  | -                  | -           | -           | -           | 6      | 0      |        |
| 2023            | Flamengo        | PD/RJ+A         | 5+4        | 0          | CB              | 0               | 0               | CL                 | 0                  | 0                  | RS          | 0           | 0           | 9      | 0      |        |
| 2024            | Flamengo        | PD/RJ+A         | 8+3        | 0          | CB              | 3               | 0               | CL                 | 3                  | 0                  | -           | -           | -           | 17     | 0      |        |
| Totale Flamengo | Totale Flamengo | Totale Flamengo | 15+10      | 0          |                 | 4               | 0               |                    | 3                  | 0                  |             | 0           | 0           | 32     | 0      |        |
| 2024-gen. 2025  | Estrela Amadora | PL              | 13         | 0          | CP+CdL          | 2+0             | 0+0             | -                  | -                  | -                  | -           | -           | -           | 15     | 0      |        |
| 2025            | Los Angeles FC  | MLS             | 15         | 0          | -               | -               | -               | CCC                | 6                  | 0                  | Cmc+LC      | 1+0         | 1+0         | 22     | 1      |        |
| Totale carriera | Totale carriera | Totale carriera | 53         | 0          |                 | 6               | 0               |                    | 9                  | 0                  |             | 1           | 1           | 69     | 1      |        |

## Palmarès

### Club

#### Competizioni nazionali
- Coppa del Brasile: 2

Flamengo: 2022, 2024

#### Competizioni internazionali
- Coppa Libertadores: 1

Flamengo: 2022

#### Competizioni statali
- Campionato Carioca: 1

Flamengo: 2024